# Тераформиране
Тераформиране (на латински: terra – земя и forma – вид; буквално: „формиране на земя“) на планета, Луната или друго астрономическо тяло е хипотетичния процес по целенасочено модифициране на неговата атмосфера, температура, топография на повърхността и екология, с цел да се наподобят условията на Земята и да стане годно за живот подобен на земния.
Концепцията за тераформиране се развива както в сферата на научната фантастика (романи, кино, телевизия, видеоигри), така и от истинската наука. Терминът е въведен в употреба от американския писател Джак Уилямсън в научнофантастичния му разказ „Collision Orbit“, публикуван през 1942 в сборника „Astounding Science Fiction“, но като концепция може да съществува и отпреди този момент.
Изхождайки от земния опит е известно, че околната среда на една планета може да бъде умишлено изменена, но доколко е изпълнимо неограниченото създаване върху друга планета на планетарна среда, която имитира земната, продължава да е открит въпрос. Обикновено Марс се смята за най-вероятния кандидат за тераформиране. Много изследвания са правени и относно възможността за затопляне на планетата и променяне на нейната атмосфера, включително НАСА е била домакин на дебати по тоемата. Няколкото патенциални метода за промяна климата на Марс може и да са постижими с технологичните възможности на човечеството, но понастоящем икономическите ресурси, необходими за тази цел, надвишават с много средствата, които което и да е правителство или общество на земята има желание да отдели. Дългосрочният времеви мащаб и практическата полза от тераформирането са обект на дебат. Други въпроси без отговор по темата са свързани с етиката, логистиката, икономиката, политиката и методологията на изменяне на околната среда в един извънземен свят.
Едно абсолютно изискване за живот е наличието на източник на енергия, но планетарната обитаемост предполага, че много други геофизични, геохимични и астрофизични условия трябва да бъдат изпълнени преди повърхността на друго астрономическо тяло да стане годна за развитие на живот. По-конкретен интерес представлява набора от фактори, които правят възможен живота не само на простите едноклетъчни земни организми, но и на сложните многоклетъчни организми като животните и човека. Изследванията и теорията в тази посока са част от планетологията и от зараждащата се дисциплина астробиология. На своята астробиологична пътна карта, НАСА дефинира принципните критерии за обитаемост на планета като „обширни региони с течна вода, условия благоприятстващи свързването на комплексни органични молекули и енерийски източници за поддържане на метаболизма“.